# 3661 Dolmatovskij
3661 Dolmatovskij este un asteroid din centura principală, descoperit pe 16 octombrie 1979 de Nikolai Cernîh.